# Eric Riley
Eric Kendall Riley (Cleveland, 2 giugno 1970) è un ex cestista statunitense, professionista nella NBA, in Europa e in Cina.

## Carriera
È stato selezionato dai Dallas Mavericks al secondo giro del Draft NBA 1993 (33ª scelta assoluta).

## Palmarès
- Campionato NBA: 1.

Houston Rockets: 1994
- Campione NCAA (1989)